# Minotauria attemsi
Minotauria attemsi KULCZYNSKI, 1903 è un ragno appartenente al genere Minotauria della famiglia Dysderidae.

## Etimologia
I primi esemplari di questo genere sono stati rinvenuti nell'aprile del 1900 dall'entomologo austriaco Carl Attems nel Labirinto di Gortyna, un'antica cava sotterranea sita nei pressi della città minoica di Gortyna. Data la località di ritrovamento, il nome fu attribuito in riferimento al mitologico Minotauro che vi avrebbe abitato.
Il nome proprio deriva dall'entomologo austriaco Carl Attems che li rinvenne.

## Caratteristiche
Sono ragni di dimensioni medio-grandi.

## Distribuzione
Gli esemplari rinvenuti provengono dalle località cretesi di: 
- Speos Eileithyias e Spilaio tis Agias Paraskevis nell'unità periferica di Candia (Iraklion)
- Spilaio tis Trapezas e Spilaio tis Milatou, nel nomos di Lasithi[1].

## Tassonomia
Attualmente, al 2010, non sono note sottospecie.

### Specie trasferite, inglobate, non più in uso
- Minotauria attemsi fagei Deeleman-Reinhold, 1993[2]